# 地隙蛛
地隙蛛（学名：Coelotes terrestris）为暗蛛科隙蛛属的动物。分布于欧洲以及中国大陆的新疆等地，多栖息于石隙间。其生存的海拔范围为1300至1000米。该物种的模式产地在欧洲。